# Fatma Sultan (dcera Abdulmecida I.)
Fatma Sultan (1. listopadu 1840 – 26. srpna 1884) byla osmanská princezna, dcera sultána Abdulmecida I. a sestra sultána Mehmeda V.

## Mládí
Fatma Sultan se narodila 1. listopadu 1840 v paláci Beşiktaş. Jejím otcem byl osmanský sultána Abdulmecid I. a její matkou Gülcemal Kadınefendi, konkubíně bosenského původu. Byla druhým dítětem a nejstarší dcerou svého otce a nejstarší dcerou své matky. Měla o rok mladší sestru Refia Sultan a o čtyři roky mladšího bratra, sultána Mehmeda V. Po smrti její matky v roce 1851 se jí a jejich sourozenců ujala sultánova první žena, Servetseza Kadinefendi.
Podle tradic začala studovat korán v roce 1847 spolu se sestrami Refia Sultan a Cemile Sultan a s bratry Muradem V. a Abdulhamidem II.

## První manželství

### Zásnuby
Když dosáhla Fatma dospělosti, začaly se o její ruku ucházet synové významných osobností a vezírů. Mustafa Reşid Paša a také jeho žena Adile Hanım, která byla neskutečně hrdou matkou, si přáli, aby se jejich syn Ali Galib Paša stal sultánovým zetěm. Ostatní ministři si přáli, aby se o princeznu ucházel velkovezír, jako tomu bylo v Osmanské říši zvykem. Po dlouhém naléhání sultán se sňatkem souhlasil.

### Svatba
Abdulmecid jako věno zaplatil palác Mustafy Paši a kolem domu v Baltalimani nechal vybudovat vodní tok v hodnotě 250 tisíc zlatých lir. Tyto majetky pak věnoval do rukou své dcery Fatmy a pašovi nechal nemalou finanční částku k zaplacení obřadu a oslav. Ali Galib Paša byl poté povýšen a stal se členem nejvyššího soudu.
Svatba, která se konala během nejhorší části Krymské války, se odehrála 7. srpna 1854 v paláci Çırağan. Během obřadu opustila Fatma hlavní sultánský palác a za doprovodu poddaných a akrobatů byla dopravena do paláce Baltalimani, kde měla s manželem pobývat. Svatba trvala sedm dní.

### Děti
Rok po svatbě porodila dceru Cemile Hanimsultan, která ale zemřela už jako kojenec.

## Druhé manželství
Po smrti Ali Galib Paši v roce 1858, byla znovu provdána v roce 1859 za Arifa Pašu. Společně měli dvě děti, Sultanzade Mehmed Fuad Bey a Emine Lütfiye Hanimsultan. Obě děti zemřeli ve velmi nízkém věku. Následně po pochybném svědectví a vyhoštění jejího manžela do Arábie, zemřel i sultán Abdulaziz a Fatma tak zůstala v paláci sama. V roce 1878 ona a její sourozenci, včetně prince Ahmeda Kemaleddina a prince Sulejmana, posláni do domácího vězení a společně se snažili dostat na trůn Murada V. Ovdověla v roce 1883.

## Smrt
Fatma Sultan zemřela 26. srpna 1884 ve věku 43 let a byla pohřbena v mauzoleum sultána Murada V. v Nové mešitě v Istanbulu.